# 軽井沢現代美術館

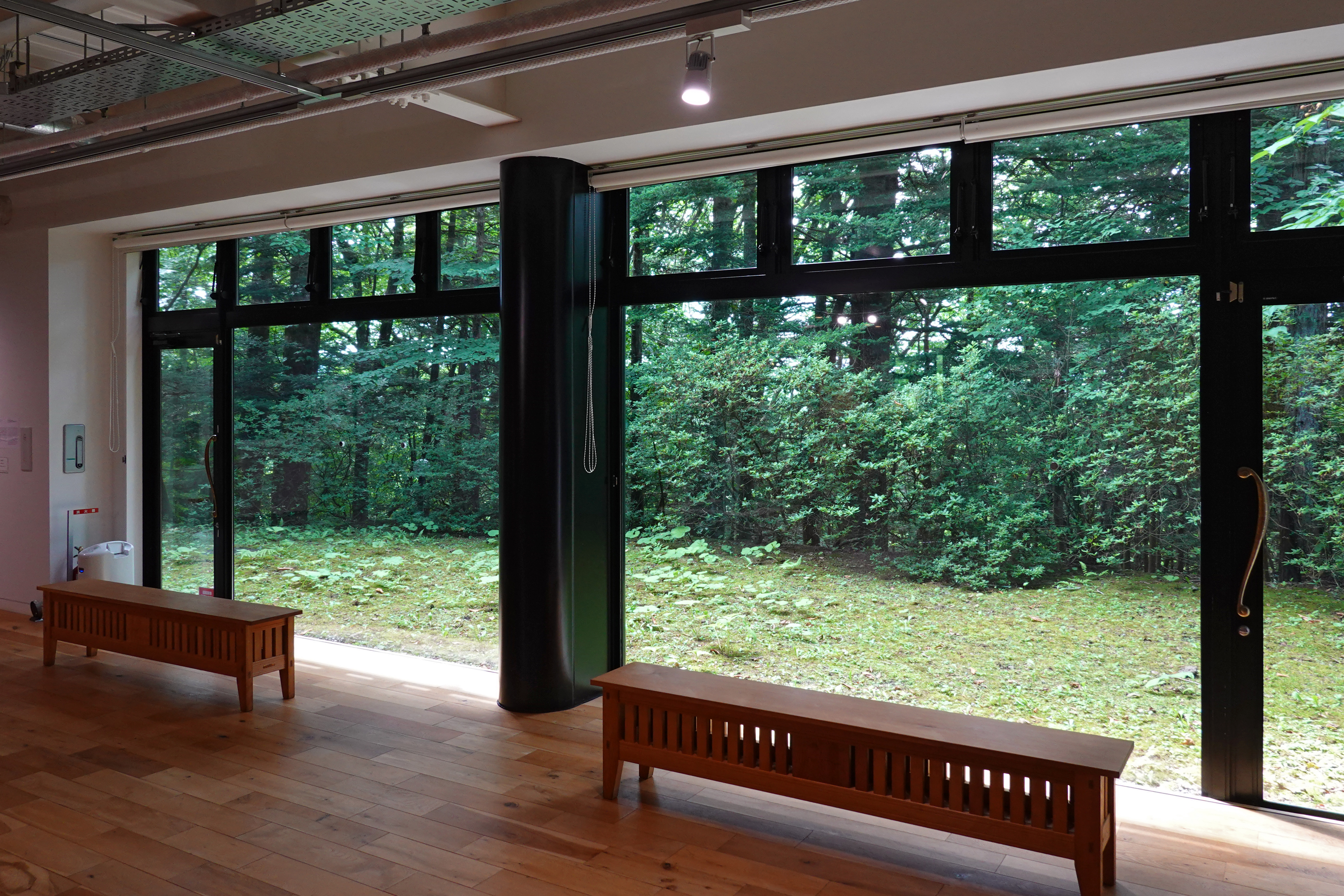
自然光を導入した展示室（1Fメイン展示室）

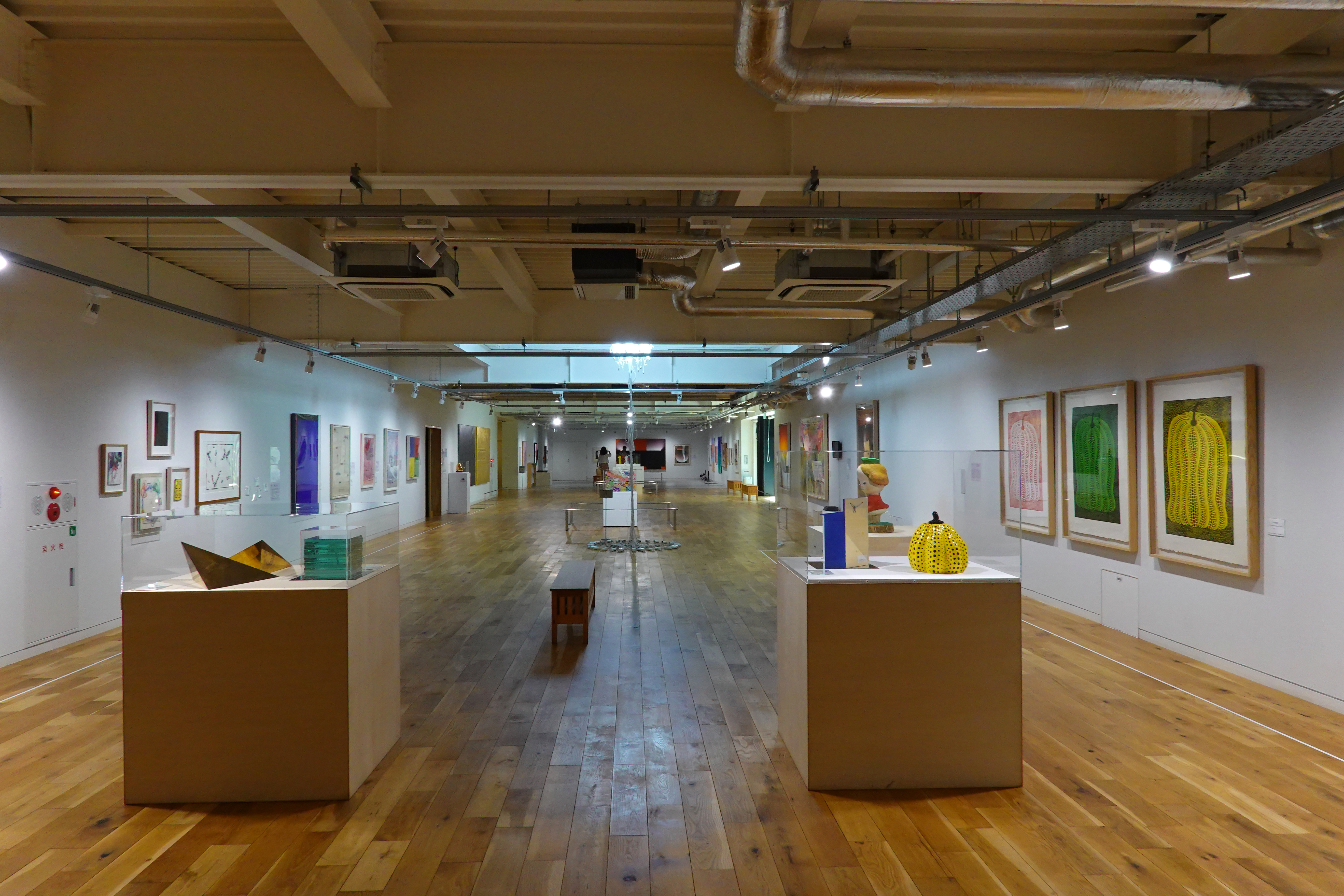
奥行き50mの1Fメイン展示室

軽井沢現代美術館（かるいざわげんだいびじゅつかん）は、長野県北佐久郡軽井沢町にある美術館。
草間彌生、奈良美智、村上隆、ロッカクアヤコら、海外でも高い評価を得ている日本人作家、「海を渡った画家たち」をメインテーマとする。2008年に開館した美術館で、2025年秋に閉館の予定である。海画廊が美術館の運営を担う。
館内、展示室にも自然光を導入している。

## 周辺
- 軽井沢町立離山図書館（隣接）
- 離山公園（隣接）
  - 軽井沢町歴史民俗資料館
  - 雨宮記念館
  - 市村記念館